# Cuzieu (Loara)

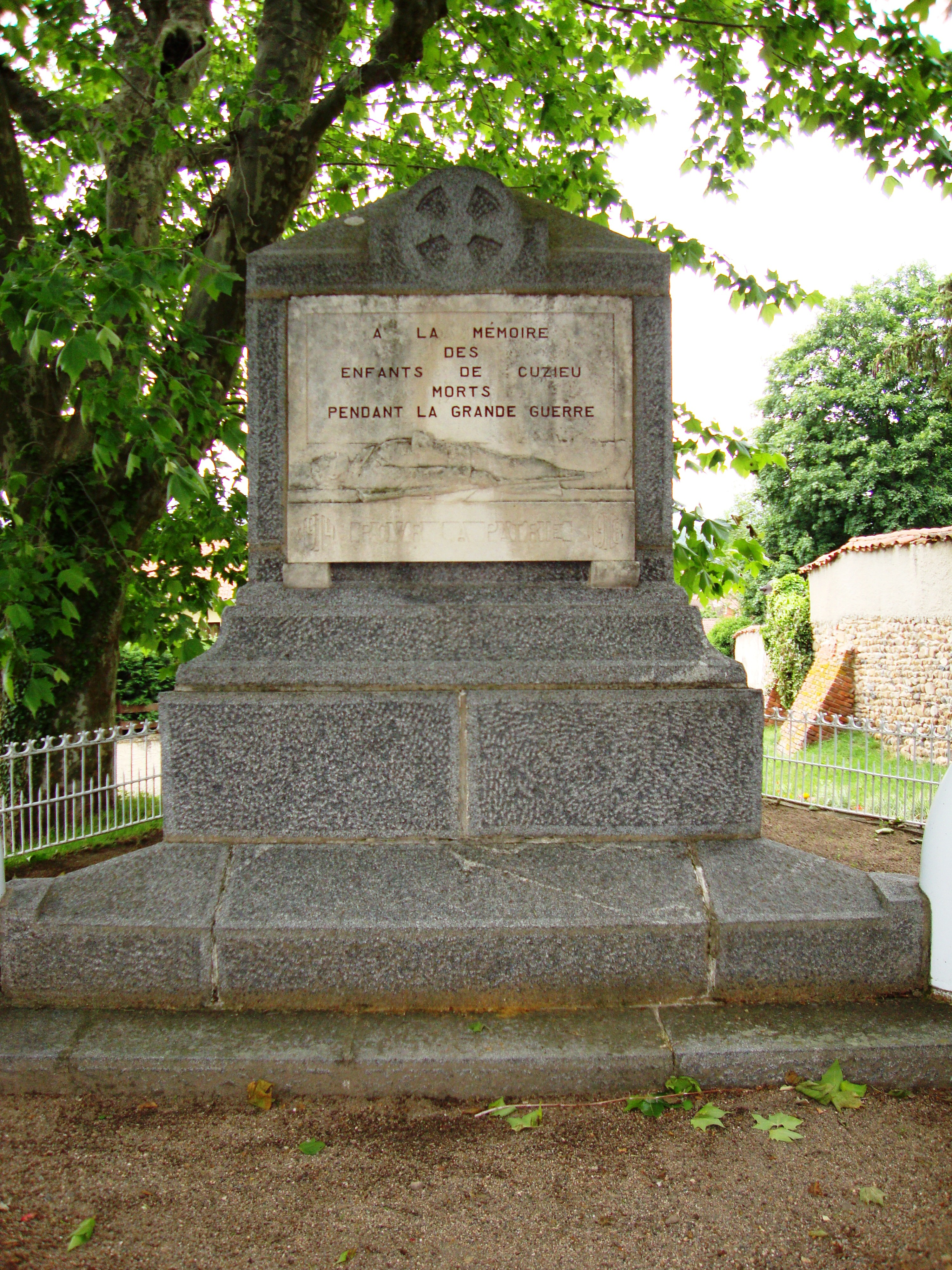
Pomnik w Cuzieu, 2010

Cuzieu – miejscowość i gmina we Francji, w regionie Owernia-Rodan-Alpy, w departamencie Loara.
Według danych na rok 1990 gminę zamieszkiwało 1 155 osób, a gęstość zaludnienia wynosiła 100 osób/km² (wśród 2880 gmin regionu Rodan-Alpy Cuzieu plasuje się na 703. miejscu pod względem liczby ludności, natomiast pod względem powierzchni na miejscu 1008.).